# 키릴 데스포도프
키릴 바실레프 데스포도프(불가리아어: Кирил Василев Десподов, 1996년 11월 11일 ~ )는 불가리아의 프로 축구 선수로, 주로 수페르리가 엘라다 클럽 PAOK와 불가리아 국가대표팀에서 윙어로 활약하고 있다.
데스포도프는 리텍스 로베치 유소년 팀을 거쳐 2012년 15세의 나이로 시니어 데뷔를 했다. 그는 2016년 6월, CSKA 소피아의 일원이 되어 2018년 불가리아 올해의 축구 선수상을 수상하며 팀의 스타 선수로 자리매김했다. 1989년 흐리스토 스토이치코프 이후 처음으로 CSKA 올해의 축구 선수상을 수상했다. 그는 2021년에 두 번째로, 2022년에 다시 한 번 수상했다.
2018년 3월 23일, 데스포도프는 보스니아 헤르체고비나와의 친선 경기에서 1-0으로 패한 경기에서 불가리아 국가대표로 데뷔했다.

## 구단 경력

### 리텍스 로베치
데스포도프는 크레스나에서 태어났다. 그는 12살 때 리텍스 로베치 아카데미에 입단하여 클럽의 유소년 시스템을 통해 성장했다. 그는 4월 26일, 체르노 모레와의 결승전에서 두 골을 넣으며 리텍스의 2012년 BFU U-16 컵 우승에 중요한 역할을 했다.
데스포도프는 흐리스토 스토이치코프 감독의 지휘 아래, 15세 183일의 나이로 2012년 5월 12일, 칼리아크라 카바르나와의 리그 경기에서 스베토슬라프 토도로프의 교체 선수로 출전해 1군 데뷔 전을 치렀다. 그는 2013년 8월 10일, 피린 고체델체프와의 원정 리그 경기에서 5-1로 승리한 경기에서 첫 골을 넣으며 5번째 골을 넣었다.
2014년 11월 22일, 데스포도프는 체르노 모레와의 원정 경기에서 2014-15년 시즌 첫 골을 넣으며 3-0 승리를 이끌었다. 11월 27일, 그는 18세가 된 직후 리텍스와 첫 프로 계약을 체결했다. 이틀 후, 그는 레프스키 소피아와의 원정 경기에서 66분에 시즌 두 번째 골을 넣으며 팀의 승점을 따냈다.
데스포도프는 시즌 초반인 2015-16년 시즌에 19라운드 4경기에만 출전해 좋은 출발을 보이지 못했지만 불가리아 컵 8강의 영웅이 되었다. 레프스키 소피아와의 경기에서 76분 교체 투입되어 경기가 0-0으로 끝나고 리텍스가 10명으로 줄어든 상황에서 결국 연장전 3-0 끝에 승리하며 데스포도프가 2골을 넣었다.

### CSKA 소피아
그는 2016년 여름에 CSKA 소피아에 합류했다. 2017년 4월 29일, 데스포도프는 이터널 더비에서 첫 골을 넣으며 CSKA 소피아가 레프스키 소피아를 상대로 한 파르바리가 경기에서 3-0으로 승리한 경기에서 두 번째 골을 넣었다. 2019년 1월까지 클럽에 남아 "레드맨" 팬들에게 인기를 끌었던 데스포도프는 2020년 리그 라이벌인 루도고레츠 라즈그라드의 일원이 되면서 많은 팬들로부터 냉담한 반응을 받기 시작했다. 2023년 4월 30일, CSKA 소피아와 루도고레츠 라즈그라드의 결정적인 리그 경기는 데스포도프가 CSKA 서포터들이 던진 물건 때문에 코너킥을 할 수 없게 되면서 일시적으로 중단되어야 했다.

### 칼리아리
2019년 1월 30일, 데스포도프는 세리에 A 클럽 칼리아리로 이적을 완료하고 2023년까지 한 시즌 더 연장 옵션이 포함된 계약을 체결했다. CSKA 소피아는 정확한 이적료를 공개하지 않았지만, 1990년 여름 흐리스토 스토이치코프가 바르셀로나로 이적한 450만 달러의 이적료 기록을 경신한 것으로 알려졌다. 그는 2월 10일, AC 밀란과의 원정 경기에서 75분 아르투르 이오니처 소속으로 3-0으로 패한 경기에서 클럽 데뷔 전을 치렀다.

### 루도고레츠 라즈그라드
2020년 10월 5일, 칼리아리는 데스포도프를 매수 옵션과 함께 루도고레츠 라즈그라드로 임대할 것이라고 발표했다. 이 계약으로 그는 2020-21년 시즌 동안 클럽에 남게 되었다.
2021년 6월 19일, 루도고레츠는 클럽과 영구 계약을 맺었다고 발표했다. 2023년 3월 12일, 데스포도프는 리그 경기에서 체르노 모레를 상대로 한 홈 경기에서 루도고레츠의 첫 해트트릭을 기록하며 3-2 승리를 이끌었다.

### PAOK
2023년 9월 4일, 수페르리가 엘라다 클럽 PAOK는 데스포도프와 4년 계약, 300만 유로의 이적료로 계약을 체결했다고 발표했다. 2024년 1월 28일, 그는 파나티나이코스와의 홈 경기에서 두 골을 넣으며 2-1 승리를 확정지었다.

## 국가대표팀 경력
2015년 2월 7일, 데스포도프는 루마니아와의 비공식 친선 경기에서 스타니슬라프 마놀레프의 후반 교체 선수로 출전하며 불가리아 국가대표팀에 처음 출전했다. 또한 2017년 3월, 네덜란드와의 2018년 FIFA 월드컵 예선 전에도 소집되었지만 벤치에 머물렀다.  데스포도프는 2018년 3월 23일, 보스니아 헤르체고비나와의 친선 경기에서 스파 델레프를 대신해 불가리아 국가대표팀에 완전히 데뷔했다.
2018년 10월 13일, 그는 키프로스와의 2018-19년 UEFA 네이션스리그 홈 경기에서 2-1 승리를 거두며 국가대표팀의 첫 골을 기록했다. 그의 두 번째 골은 스위스와의 2022년 FIFA 월드컵 예선 경기에서 나왔다. 2022년 3월 29일, 데스포도프는 크로아티아와의 친선 경기에서 첫 골을 넣었지만, 골 세리머니의 일환으로 셔츠를 벗었다는 이유로 두 번째 옐로카드를 받아 거의 즉시 경기장에서 퇴장당했다.